# Justin Turner
Pour les articles homonymes, voir Turner.
Justin Matthew Turner (né le 23 novembre 1984 à Long Beach, Californie, États-Unis) est un joueur de troisième but des Blue Jays de Toronto de la Ligue majeure de baseball.
Il partage avec son coéquipier Chris Taylor le prix du joueur par excellence de la Série de championnat 2017 de la Ligue nationale.

## Carrière

### Orioles de Baltimore
Après des études secondaires à la Mayfair High School de Lakewood (Californie), Troy Patton suit des études supérieures à la Cal State Fullerton où il porte les couleurs des Cal State Fullerton Titans de 2003 à 2006. Il affiche une moyenne au bâton de 0,355 en 2006 après trois saisons au-dessus des 0,300. Turner participe avec les Titans aux College World Series en 2003 et 2004. Il figure dans l'équipe type du tournoi en 2003 alors qu'il joue au poste d'arrêt-court. En 2004, les Titans remportent le titre national universitaire. Il signe unenouvelle belle saison universitaire en 2005 et est repêché par les Yankees de New York. Il repousse l'offre en reste à Cal State Fullerton en 2006. Il est repêché le 6 juin 2006 par les Reds de Cincinnati, avec qui il signe son premier contrat professionnel.
Encore joueur de ligues mineures, Turner est avec Ryan Freel transféré chez les Orioles de Baltimore le 9 décembre 2008 en retour de Ramón Hernández.
Il fait ses débuts en Ligue majeure le 9 septembre 2009.

### Mets de New York

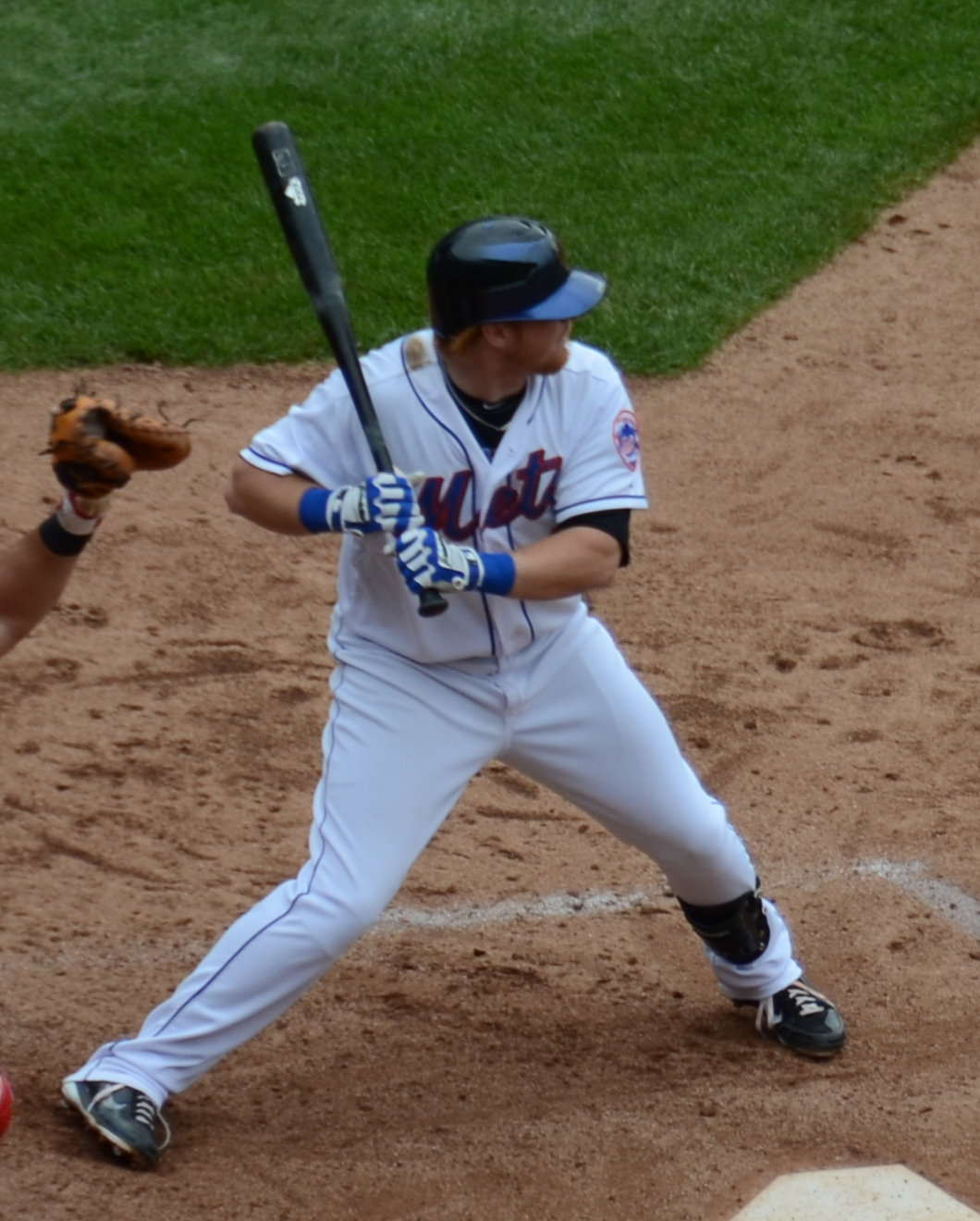
Justin Turner au bâton pour les Mets en 2011.

Turner est réclamé au ballottage par les Mets de New York le 25 mai 2010.
Il est nommé recrue par excellence du mois de mai 2011 dans la Ligue nationale. Le porte-couleurs des Mets maintient une moyenne au bâton de ,325 durant cette séquence. Il frappe son premier circuit dans le baseball majeur le 15 mai contre Aneury Rodriguez des Astros de Houston, dans un match où il produit 5 points. En mai 2011, il produit au moins un point dans 7 matchs consécutifs, une première pour un joueur recrue des Mets.
Turner termine la saison 2011 avec 4 circuits, 51 points produits et une moyenne au bâton de ,260 en 117 parties jouées.
Réserviste à l'avant-champ, il occupe surtout les positions de joueur de deuxième but et de troisième but au cours de son séjour chez les Mets. Il frappe pour ,269 en 94 parties avec 2 circuits et 19 points produits en 2012, puis enchaîne avec une 2 circuits, 16 points produits et une moyenne de ,280 en 86 matchs joués en 2013.

### Dodgers de Los Angeles
Turner rejoint les Dodgers de Los Angeles en février 2014.
Réserviste à ses débuts à Los Angeles, il s'impose progressivement. En 2015, il frappe 16 circuits en 126 parties jouées. En 2016, on lui confie le poste de joueur de troisième but à temps plein et, en 151 matchs joués, il atteint de nouveaux sommets personnels avec 153 coups sûrs, 34 doubles, 27 circuits, 79 points marqués et 90 points produits. Il est même en lice pour le titre de joueur par excellence de la Ligue nationale et prend le 9e rang du vote de fin d'année.
Devenu agent libre après la saison 2016, Turner signe le 23 décembre 2016 une nouvelle entente de 64 millions de dollars pour 4 saisons avec les Dodgers.
Invité au match des étoiles pour la première fois de sa carrière en 2017, Turner frappe 21 circuits et termine la saison avec la deuxième meilleure moyenne de présence sur les buts (,415) de la Ligue nationale
Le 6 octobre 2017, lors du premier match de la Série de divisions entre Los Angeles et Arizona, il égale un record des Dodgers avec 5 points produits dans un match éliminatoire. Avec 7 points produits en un match, son coéquipier Enrique Hernández bat le record quelques jours après, le 19 octobre.
Turner partage avec son coéquipier Chris Taylor le prix du joueur par excellence de la Série de championnat 2017 de la Ligue nationale.

### Red Sox de Boston
Turner signe un contrat de 2 ans avec les Red Sox en décembre 2022. 

### Blue Jays de Toronto
Il signe un contrat de 1 ans pour 13 000 000 avec les Blue Jays en février 2024.

## Statistiques
| Saison | Équipe     | G   | AB   | R   | H   | 2B  | 3B | HR | RBI | SB | BA    |
| ------ | ---------- | --- | ---- | --- | --- | --- | -- | -- | --- | -- | ----- |
| 2009   | Baltimore  | 12  | 18   | 2   | 3   | 0   | 0  | 0  | 3   | 0  | 0,167 |
| 2010   | Baltimore  | 5   | 9    | 0   | 0   | 0   | 0  | 0  | 0   | 0  | 0,000 |
| 2010   | NY Mets    | 4   | 8    | 1   | 1   | 1   | 0  | 0  | 0   | 0  | 0,125 |
| 2011   | NY Mets    | 117 | 435  | 49  | 113 | 30  | 0  | 4  | 51  | 7  | 0,260 |
| 2012   | NY Mets    | 94  | 171  | 20  | 46  | 13  | 1  | 2  | 19  | 1  | 0,269 |
| 2013   | NY Mets    | 86  | 200  | 12  | 56  | 13  | 1  | 2  | 16  | 0  | 0,280 |
| 2014   | LA Dodgers | 109 | 288  | 46  | 98  | 21  | 1  | 7  | 43  | 6  | 0,340 |
| 2015   | LA Dodgers | 126 | 385  | 55  | 113 | 26  | 1  | 16 | 60  | 5  | 0,294 |
| 2016   | LA Dodgers | 151 | 556  | 79  | 153 | 34  | 3  | 27 | 90  | 4  | 0,275 |
| 2017   | LA Dodgers | 130 | 457  | 72  | 147 | 32  | 0  | 21 | 71  | 7  | 0,322 |
| 2018   | LA Dodgers | 103 | 365  | 62  | 114 | 31  | 1  | 14 | 52  | 2  | 0,312 |
| Totaux | Totaux     | 937 | 2892 | 398 | 844 | 201 | 8  | 93 | 405 | 32 | 0,292 |

Note : G = Matches joués ; AB = Passages au bâton; R = Points ; H = Coups sûrs ; 2B = Doubles ; 3B = Triples ; 
HR = Coup de circuit ; RBI = Points produits ; SB = Buts volés ; BA = Moyenne au bâton.